# Inspection des services de renseignement
Pour les articles homonymes, voir ISR.
En France, l'inspection des services de renseignement (ISR) est un service d'inspection des services de renseignement créé en 2013.   
Il est constitué de hauts-fonctionnaires membres de corps d'inspections existants (contrôle général des armées, Inspection générale de l'administration, Inspection générale des finances). 
Ses membres sont désignés par le Premier ministre après consultation du coordinateur national du renseignement et de la lutte contre le terrorisme et sur la proposition des ministres des Armées, de l'Intérieur, de la Justice et de l'Économie. Dans le cadre des missions qui leur sont données par le Premier ministre, ils sont habilités à connaître des informations et supports classifiés au secret de la défense nationale.

## Historique
Le 14 mai 2013, les députés Jean-Jacques Urvoas et de Patrice Verchère rendent leur premier rapport sur l'Évaluation du cadre juridique applicable aux services de renseignement, qui préconise notamment la création d'une Inspection des services de renseignement.
Le 10 juin 2013, la Présidence de la République française annonce de la création d'une Inspection des services de renseignement, en vue de « consolider le contrôle et l'évaluation sur la politique du renseignement et les services qui en ont la charge »,.
Le 23 juillet 2014, lors du Conseil des ministres, le Premier ministre, Manuel Valls, a présenté un décret relatif à l’inspection des services de renseignement. Le communiqué du Conseil des ministres précise que cette création s’inscrit dans « un processus visant à garantir l’équilibre entre les objectifs de sécurité et le respect des libertés individuelles et de la vie privée »,.
Le décret no 2014-833 du 24 juillet 2014 relatif à l'inspection des services de renseignement est entré en vigueur le lendemain de sa publication.

## Mission
Cette inspection exercera ponctuellement, sous l’autorité du Premier ministre, des missions de contrôle, d’audit, d’étude, de conseil et d’évaluation à l’égard des services spécialisés de renseignement (DGSE, DRSD, DRM, DGSI, DNRED et Tracfin) de la communauté nationale du renseignement, ainsi que de l'Académie du renseignement,.

## Organisation
Les membres de l'inspection des services de renseignement sont désignés par le Premier ministre, après avis du coordonnateur national du renseignement et de la lutte contre le terrorisme, sont habilités à connaître des informations et supports classifiés au niveau Très Secret-Défense.
Dans le cadre des missions qui leur sont confiées, les membres de l'inspection des services du renseignement ont ainsi « accès à tous lieux, éléments, informations et documents utiles à l'accomplissement de leur mandat ».
Cette inspection n'est pas un nouveau corps d’inspection : elle est constituée par des personnels appartenant à différentes inspections existantes (contrôle général des armées, Inspection générale de l'administration, inspection générale de la Justice, Inspection générale des finances, Conseil général de l'économie, de l'industrie, de l'énergie et des technologies et inspection générale des armées).
Le secrétariat de l'inspection des services de renseignement est assuré par la coordination nationale du renseignement et de la lutte contre le terrorisme.